# バスケットボールウズベキスタン代表
バスケットボールウズベキスタン代表(Uzbekistan national basketball team)は、ウズベキスタンバスケットボール連盟によって国際大会に派遣されるバスケットボールのナショナルチームである。

## 歴史
1991年のソビエト連邦崩壊にともない独立しナショナルチーム設立。FIBAアジアに加盟。
1995年にアジア選手権初出場で7位と健闘する。

## 主な国際大会成績
- 夏季オリンピック
  - 出場なし
- ワールドカップ
  - 出場なし
- FIBA男子アジアカップ
  - 7位：1995年
- アジア競技大会
  - 9位：1998年